# I Used to Be Funny
I Used to Be Funny és una pel·lícula de comèdia dramàtica canadenca del 2023 escrita i dirigida per Ally Pankiw. La pel·lícula és protagonitzada per Rachel Sennott com a Sam, una còmica que viu a Toronto i que conviu amb una depressió que ha afectat la seva carrera després de la desaparició de la Brooke (Olga Petsa), una noia per a qui abans havia estat mainadera. Sabrina Jalees, Caleb Hearon, Ennis Esmer, Dani Kind i Jason Jones completen el repartiment. S'ha doblat i subtitulat al català.
La pel·lícula va arribar als cinemes dels Estats Units i del Canadà el 7 de juny de 2024, i en plataformes digitals el 18 de juny.